# Ligne de Mátészalka à Csenger
La ligne de Kocsord alsó à Csenger ou ligne 114 est une ligne de chemin de fer de Hongrie. Elle relie Kocsord à Csenger.

## Historique

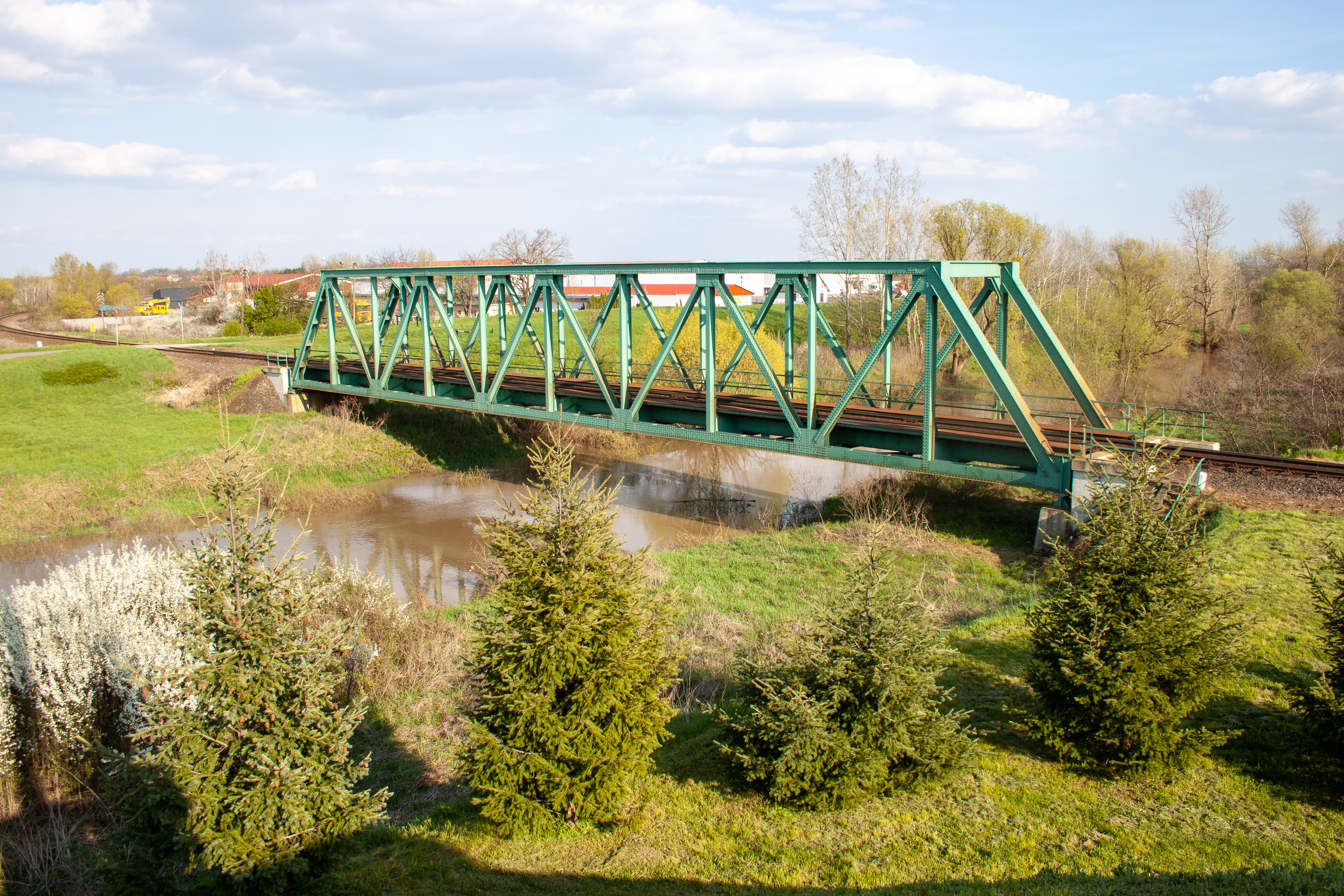
Pont sur la Krasna entre Mátészalka et Kocsord.